# San Félix (Venezuela)
San Félix es una comunidad venezolana del municipio Caroní que se encuentra en el este y conforma junto a Puerto Ordaz a Ciudad Guayana en el estado Bolívar, al Oriente de Venezuela, la capital de ese municipio. Sus coordenadas geográficas son 8°20′10″N 62°39′22″O / 8.33611, -62.65611. Limita al norte con el río Orinoco, al sur con el municipio Piar, al este con el municipio Casacoima y al oeste con el río Caroní. En la ciudad hay presencia de organismos de la ONU como la Unicef, OCHA y UNDG.

## Historia
El poblado fue fundado el 20 de noviembre de 1724 por capuchinos catalanes con el nombre de la Purísima Concepción de Suay. En 1729 fue diezmado por la viruela, y poco después saqueada por piratas ingleses. En 1747 sufrió también una epidemia de sarampión.
Fue el escenario, en la Guerra de independencia de Venezuela de una decisiva victoria patriota sobre las fuerzas realistas (Batalla de San Félix),en la meseta de Chirica el 11 de abril de 1817. Gracias a este triunfo los republicanos obtuvieron el rico territorio de Guayana así como el control de la navegación por el Orinoco. Las fuerzas patriotas estaban comandadas por el general Manuel Piar y las realistas por Miguel de la Torre.
Gracias a la batalla de San Félix los patriotas obtuvieron el rico territorio de Guayana así como el control de la navegación por el Orinoco. En 1819, el Congreso reunido en Angostura (Congreso de Angostura) decretó la división del territorio de las misiones en cuatro distritos, en el del Bajo Caroní se incluyó a los pueblos de San Félix, Caruachi, Murucuri, Caroní y San Miguel; este según ordenanza de 1841 fue trasladado al Puerto de Tablas.
En 1864, el estado Guayana, dividió el territorio en cuatro departamentos: Ciudad Bolívar, Upata, Alto y Bajo Orinoco; no se menciona a San Félix. A finales del siglo XIX reaparece el nombre de San Félix y figura como municipio foráneo del Distrito Piar. Junto con la comunidad urbana de Puerto Ordaz, forman una zona urbana que desde 1961 recibe oficialmente el nombre de Ciudad Guayana.
Toda la zona es un importante emporio industrial (industrias de hierro, principalmente). Fue capital de Venezuela el 11 de abril de 2017, por decisión del gobierno nacional de ese país, como parte de los actos conmemorativos del bicentenario de la Batalla de San Félix. Ese mismo día, en el acto conmemorativo el presidente Nicolás Maduro fue agredido por asistentes. Tras una noche de manifestaciones en contra del gobierno de Nicolás Maduro, fue quemada y destruida una estatua del expresidente Hugo Chávez en la avenida Dalla Costa, el 22 de enero de 2019.
El 21 de julio de 2019, en el Día del Niño, hombres armados dispararon contra ciudadanos que esperaban en la parada de bus del sector El Gallo en San Félix, estado Bolívar, resultando en un saldo de al menos siete muertos y tres heridos, incluyendo a un bebé de un año, lesionado en una pierna por el roce de una bala. Las autoridades manejaron la teoría de una pelea entre bandas armadas locales como posible motivo del tiroteo, y la zona donde ocurrieron los hechos estaba bajo el control de presuntos colectivos. El tiroteo ha sido conocido como la Masacre de San Félix.
Muchas personas han escrito sobre San Félix y han publicado libros como Hildelisa Cabello, Tomas Matos, Homero Hernández , Aristides Castro. San Félix se desarrolló a partir de los años 60 en adelante y muchas zonas se encuentran en estado de abandono por parte de los entes gubernamentales,por lo que existen problemas de servicios públicos.

## Universidades
Junto a Puerto Ordaz comparte dentro de Ciudad Guayana las siguientes sedes de universidades como:
- Universidad Católica Andrés Bello - Guayana (UCAB) (Puerto Ordaz)
- Universidad Nacional Experimental Politécnica (UNEXPO) (Puerto Ordaz)
- Universidad Nacional Experimental de Guayana (UNEG) (Puerto Ordaz)
- Universidad Nacional Experimental Politécnica de la Fuerza Armada Bolivariana (UNEFA) (Puerto Ordaz y San Félix)
- Universidad Gran Mariscal de Ayacucho (UGMA) (Puerto Ordaz y San Félix)

Institutos Universitarios de Tecnología:
- Fundación La Salle de Ciencias Naturales (Ciudad de San Félix)
- I.U.T.I.R.L.A (Puerto Ordaz y San Félix)
- I.U.T. Antonio José de Sucre (Puerto Ordaz)
- I.U.T. Pedro Emilio Coll (Puerto Ordaz)
- I.U.T Monseñor de Talavera Puerto Ordaz)

Institutos Universitarios Politécnicos
- Instituto Universitario Politécnico Santiago Mariño (IUPSM) (Puerto Ordaz)

Núcleos regionales de las casas de estudio como:
- Universidad de Oriente (UDO) (Ciudad de San Félix)
- Universidad Católica Andrés Bello (UCAB) (Puerto Ordaz)
- Universidad Gran Mariscal de Ayacucho (UGMA) (Puerto Ordaz y San Félix)
- Universidad Bicentenaria de Aragua (UBA) (Ciudad de San Félix)

## Sitios de interés

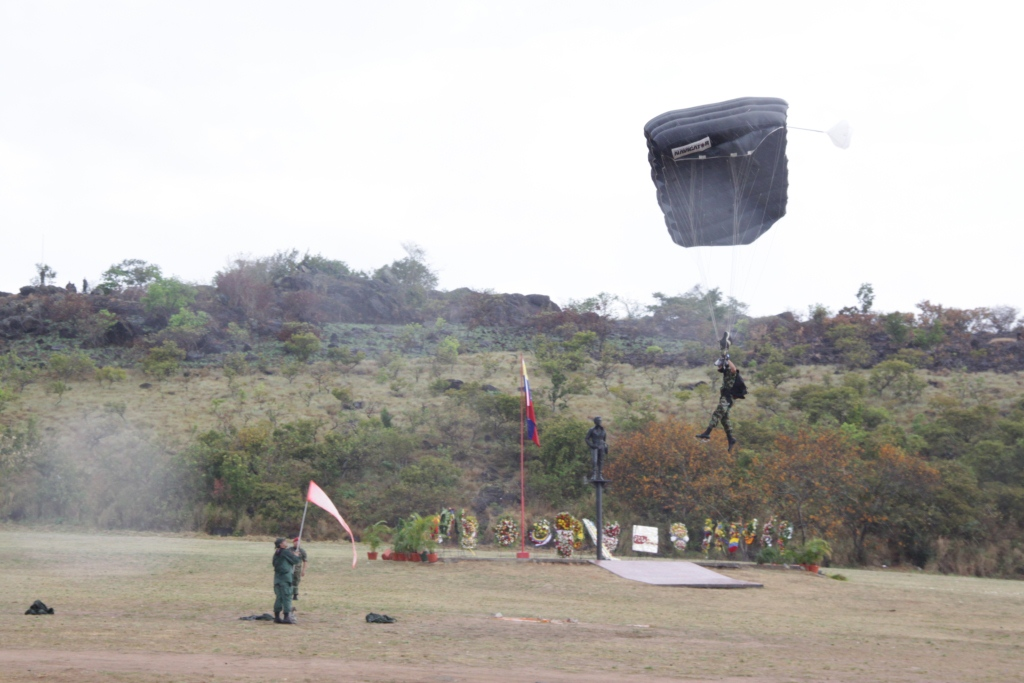
Conmemoración de la Batalla de San Félix en el cerro del Gallo.

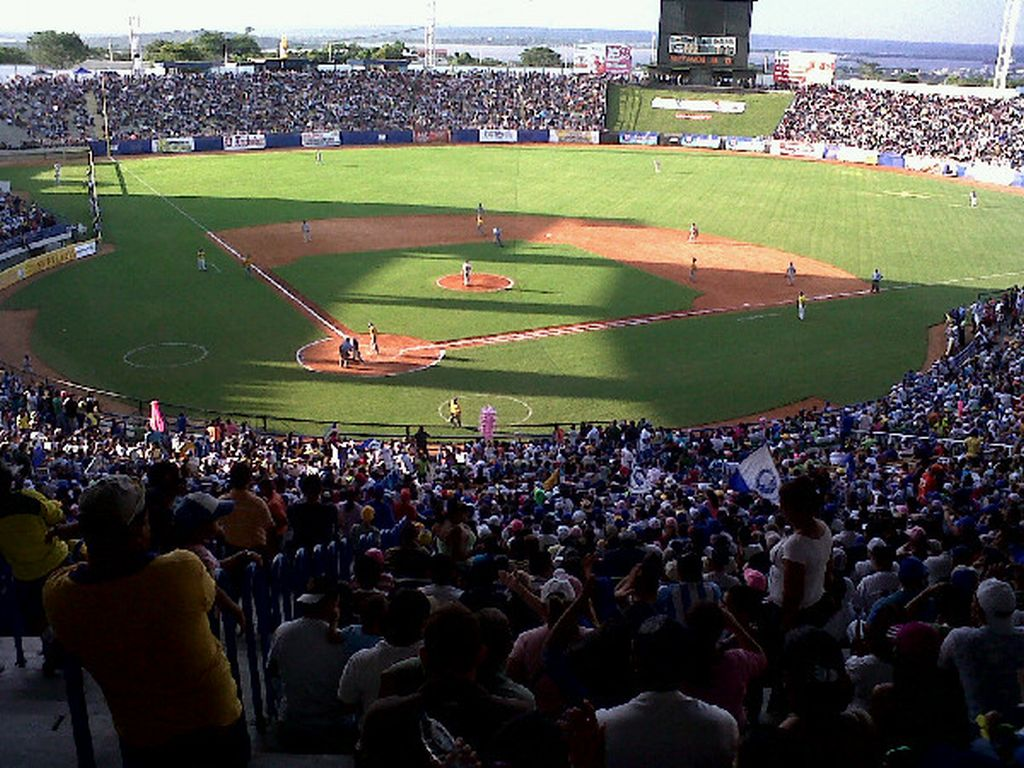
Estadio de béisbol, La Ceiba, el más grande de Venezuela.

- Iglesia Inmaculada Concepción ubicada en el Casco histórico frente a la plaza Bolívar. El patronazgo católico de San Félix es de San Félix de Cantalicio a quien debe su nombre (su festividad es el 18 de mayo), y la patrona de la Diócesis de Ciudad Guayana es la Inmaculada Concepción (su festividad es el 8 de diciembre).
- Cerro Chirica (también conocido como cerro del Gallo)desde los años 80 de celebra con desfiles y discurso el aniversario de la batalla de San Félix ocurrida el 11 de abril de 1817.

- Parque La Fundación: Ubicado en la avenida Gumilla inaugurado en los años 80 (Actualmente en ruinas)

- Malecón de San Félix: Ubicado en el casco histórico a orillas del río caroní fue inaugurado en los años 80

- Fundación La Barraca
- Estadio La Ceiba: Ubicado en la avenida Centurión, frente a la Urb. Manoa.
- Alcaldía del municipio Caroní: inaugurado en los años 90 excelente edificación al estilo colonial donde anteriormente estaba construida una casa.
- Estadio Polideportivo El Gallo: Funciona desde los años 90 sirve para el juego de futbol y béisbol para habitantes de San Félix

## Escuelas y liceos
- U.E.C.P. Lino Valle (I Y II)
- E.B.N. Antonio Pinto Salinas.
- U.E. Colegio Nuestra Señora de Fátima.
- E.T.I. "Cecilio Acosta"
- Liceo Nacional "Manuel Piar"
- Liceo Nacional "Oscar Luis Perfetti"
- E.T.I "Raul Leoni Otero"
- Fundación La Salle Ciudad Guayana (Liceo/Universidad).

- Santo Tomé de Guayana (Escuela/Liceo).
- Fe y Alegría (Escuela/Liceo).
- E.B.N. Juan Vicente Cardozo (Escuela).
- E.B.N "UD 145"(Escuela).
- U.E.N "Rafael Pineda" (Liceo)
- U.E.N "Luis Tovar" (Liceo)
- U.E.C Nuestra Señora Del Rosario(Escuela/Liceo)
- U.E.C Nuestra Señora De Coromoto(Escuela/Liceo)
- U.E.N Las Américas(Escuela/Liceo)
- U.E General Ezequiel Zamora(Escuela/Liceo)
- U.E.N. Joaquina Sánchez (liceo)
- U.E.N. Ramón Isidro Montes (Liceo).
- U.N.E "SIMÓN RODRÍGUEZ"

## Deportes

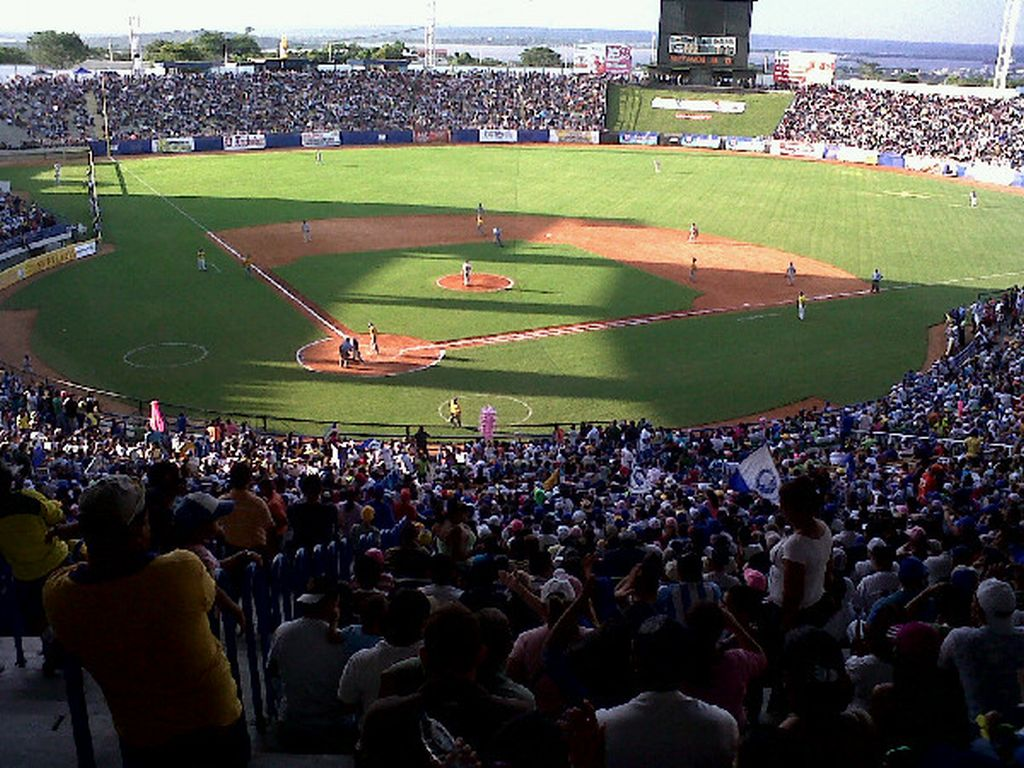
Estadio La Ceiba (San Félix)

Cuenta con uno de los estadios más grande de Venezuela_ el Estadio La Ceiba, con capacidad para 30.000 espectadores. A pesar de no contar con otros estadios de otras disciplinas comparte los siguientes específicamente en la ciudad de Puerto Ordaz :

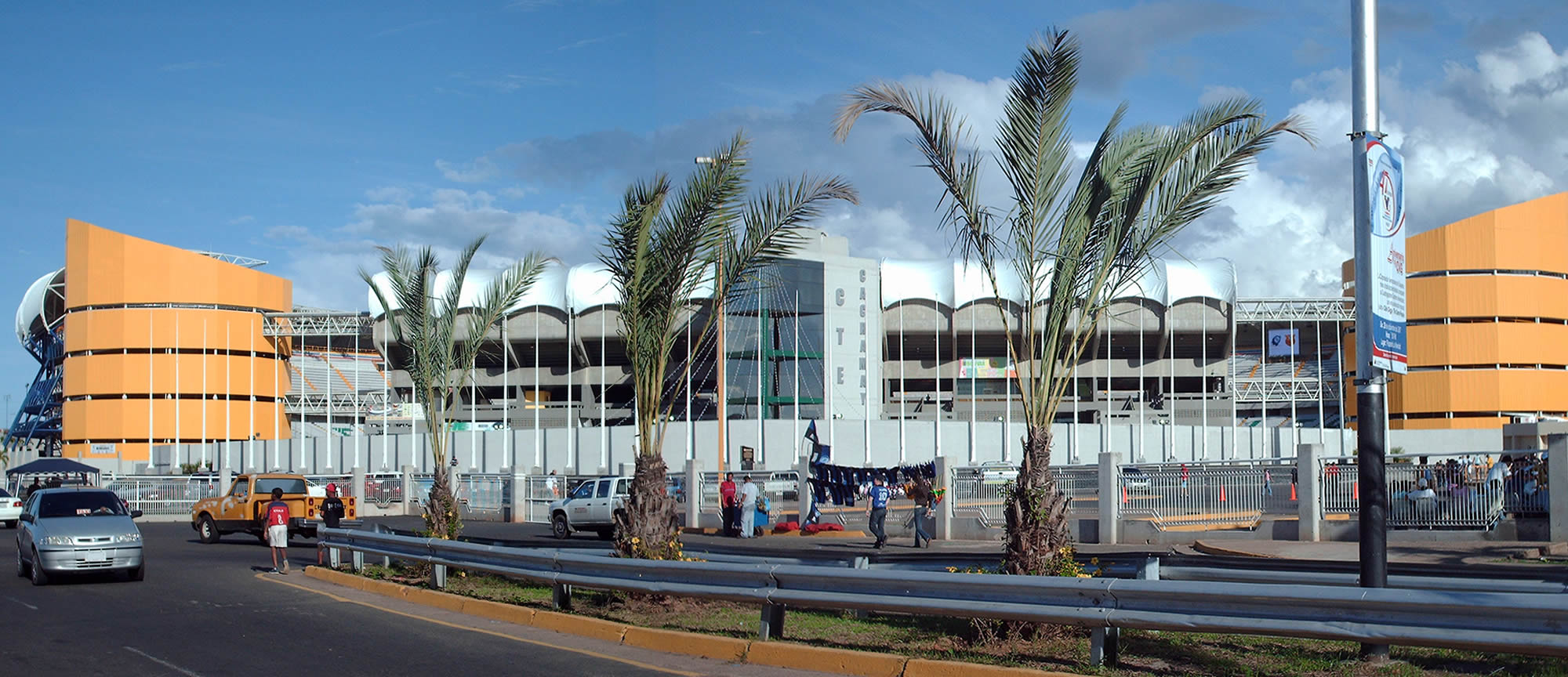
Entrada Principal de CTE Cachamay.

Un equipo de fútbol profesional en primera división, como lo es el Mineros de Guayana que juega en el C.T.E. Cachamay (antiguo Estadio Cachamay), que tiene una capacidad de 41.600 espectadores. En baloncesto jugando en la LPBV está el equipo de Gigantes de Guayana, cuya casa es el Gimnasio Hermanas González con una capacidad de 2.000 espectadores que se encuentra dentro de los terrenos del C.T.E. Cachamay.

La localidad es la sede y meta del Rally Náutico Internacional Nuestros ríos son navegables, el más importante a nivel nacional y el más largo del mundo realizado en aguas dulces. Un equipo de voleibol profesional cuyo nombre es Huracanes de Bolívar y como sede tiene el Gimnasio Hermanas González el cual también es utilizado para baloncesto ya antes dicho.
Un equipo de fútbol profesional en segunda división, como lo es el Chicó de Guayana que juega en el Polideportivo El Gallo, que tiene una capacidad de 3.000 espectadores. El San Félix F.C. es el primer equipo representativo de dicha localidad en jugar en la Tercera División de Venezuela para el 2018 en el Estadio Polideportivo El Gallo